# Girl (film, 2018)
Pour l’article homonyme, voir Girl.
Pour plus de détails, voir Fiche technique et Distribution.
Girl est un film néerlando-belge co-écrit et réalisé par Lukas Dhont, sorti en 2018.
Il est présenté en section Un certain regard au Festival de Cannes 2018, et remporte la Caméra d'or, le Prix FIPRESCI et la Queer Palm, alors que Victor Polster remporte le Prix d'interprétation de la section Un certain regard. L'accueil des professionnels du cinéma est quasi-unanimement très positif, mais le film est critiqué par des militants de la cause trans.

## Synopsis
Lara, adolescente belge introvertie de 15 ans, s'impose une discipline stricte pour devenir danseuse étoile. Avec l'appui de sa professeure de danse classique qui croit en elle, elle va au bout de ses possibilités physiques par un travail acharné, supportant avec stoïcisme les souffrances que lui infligent ses pieds meurtris. Jeune femme trans, assignée homme à sa naissance, elle prend la décision de s'hormoner et d'avoir recours à de la chirurgie, avec l'appui de son père bienveillant et compréhensif. Mais elle perd patience quand la thérapie hormonale s'avère trop lente. En outre, les moqueries de ses camarades de danse, qui veulent à tout prix la voir nue, et ses premiers émois amoureux teintés de honte et quelque peu chaotiques, rendent son parcours professionnel, les rapports humains et son équilibre mental très fragiles.
Sur Netflix, le film est précédé d'un message avertissant qu'il « traite de sujets sensibles et inclut du contenu sexuel et une scène d'automutilation », et invitant les téléspectateurs à obtenir plus d'informations auprès d'associations LGBT.

## Fiche technique
- Titre original et titre français : Girl
- Réalisation : Lukas Dhont
- Scénario : Lukas Dhont et Angelo Tijssens
- Musique : Valentin Hadjadj
- Décors : Philippe Bertin
- Photographie : Frank van den Eeden
- Son : Yanna Soentjen
- Montage : Alain Dessauvage
- Production : Dirk Impens
- Sociétés de production : Menuet Producties ; Frakas Productions et Topkapi Films (coproductions)
- Sociétés de distribution : Lumière (Belgique) ; Cinemien (Pays-Bas) ; Diaphana Films (France)
- Pays de production :  Belgique /  Pays-Bas
- Langues originales : français, flamand, anglais
- Genre : drame
- Durée : 105 minutes
- Dates de sortie :
  - France : 12 mai 2018 (Festival de Cannes) ; 10 octobre 2018 (sortie nationale)
  - Belgique : 9 octobre 2018 (Festival de Gand) ; 17 octobre 2018 (sortie nationale)
  - Pays-Bas : 1er novembre 2018

## Distribution
- Victor Polster : Lara
- Arieh Worthalter : Mathias, le père de Lara
- Oliver Bodart : Milo, le petit frère de Lara
- Katelijne Damen : Dr Naert
- Valentijn Dhaenens : Dr Pascal
- Tijmen Govaerts : Lewis
- Alice de Broqueville : Loïs, camarade de classe de Lara
- Magali Elali : Christine, la nouvelle amie de Mathias
- Alain Honorez : Alain
- Chris Thys : Hannah
- Angelo Tijssens : Hendricks
- Marie-Louise Wilderjickx : Marie-Louise

## Production
Le scénario s'inspire de l'histoire vraie d'une danseuse trans, la Belge Nora Monsecour, qui d'après Dhont, ne voulait pas être filmée, mais a contribué à l'écriture du script.

#### Notes positifs

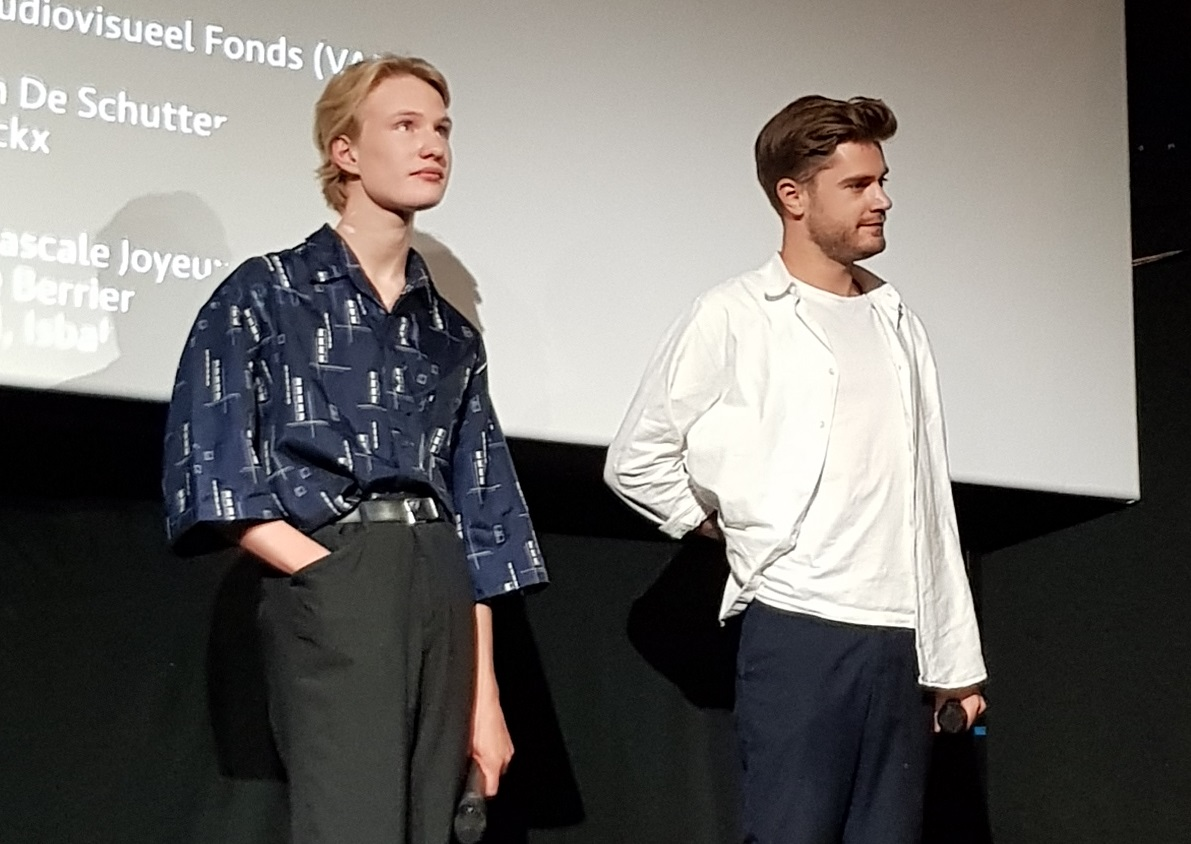
Victor Polster et Lukas Dhont à une avant-première parisienne du film.

## Accueil

### Critiques